# Will Sheff
Will Robinson Sheff (New Hampshire, 7 luglio 1976) è un cantautore statunitense.

## Biografia
Originario del New Hampshire, Sheff è il frontman degli Okkervil River, indie band nata nel 1998 ad Austin in Texas. Dal 2001 Sheff è uno dei membri fondatori e co-compositore (insieme a Jonathan Meiburg, un altro membro degli [Okkervil River) della band Shearwater, anche questa di Austin. Suona la chitarra, il piano, il banjo e l'armonica; mentre si destreggia tra i due progetti musicali, Sheff ha scritto e cantato molte canzoni anche come solista, pur non avendole mai pubblicate.
Ha frequentato la Facoltà di Inglese al Macalaster College di St. Paul, in Minnesota; allora avrebbe voluto diventare un regista finché, a sua detta, non ha abbracciato la carriera musicale per contrastare le volontà della sua ragazza e per evitare le scoraggianti condizioni economiche riservate a chi lavora nel cinema. Il suo unico parente nel mondo della musica è il nonno, trombettista in una swing band nel New Hampshire, mentre è proprio suo padre, insegnante come la madre di Will, ad avergli tramandato il sogno di diventare filmaker.
Sheff è anche un affermato critico di musica rock; finché è stato attivo ha tenuto una rubrica per il sito di file sharing Audiogalaxy, dove si occupava di recensire film e libri, oltre ovviamente ai dischi.
Tra le sue collaborazioni ricordiamo quella con il gruppo The Mendoza Line dove canta nella canzone Aspect of an Old Maid contenuta nell'album 30 Year Low (2007), e con i Palaxy Tricks con cui suona il piano nell'album Cedarland del 2003.